# Jewel
Jewel Kilcher (Payson, 23 de maio de 1974) é uma cantora, compositora, escritora, atriz e poetisa norte-americana. Durante sua carreira, Jewel recebeu quatro indicações ao Grammy Awards e vendeu 30 milhões de álbuns mundialmente, até 2015.

## Vida e carreira
Jewel nasceu em Payson, Utah, e foi criada na localidade de Homer, no Alasca, onde cresceu cantando e fazendo iodelei em dupla com seu pai, um músico local. Aos quinze anos de idade, ela recebeu uma bolsa de estudos parcial para estudar no Interlochen Arts Academy no estado de Michigan, onde estudou canto clássico.
Após sua graduação, Jewel passou a cantar e compor em casas de café e clubes locais em San Diego, na Califórnia, onde ela começou a ganhar atenção do público e, posteriormente, foi convidada a assinar um contrato com a gravadora Atlantic Records, que lançou seu álbum de estreia Pieces of You (1995). O álbum foi certificado com doze platinas nos Estados Unidos e se tornou um dos álbuns de estreia mais vendidos de todos os tempos. Os singles "You Were Meant for Me", "Who Will Save Your Soul" e "Foolish Games" tiveram sucesso na Billboard Hot 100. Seus álbuns seguintes Spirit (1998) e This Way (2001) alcançaram o top dez na parada Billboard 200.
Seu quinto álbum de estúdio, 0304 (2003), apresenta uma sonoridade mais focada no pop, diferente de seus álbuns anteriores que exploram o folk e folk rock. 0304 foi sucedido por Goodbye Alice in Wonderland (2006) e Perfectly Clear (2008), esse segundo apresentando uma sonoridade influenciada pela música country. Sweet and Wild (2010) foi seu segundo álbum country. Seu décimo segundo álbum de estúdio Picking Up the Pieces (2015) foi um retorno à sua sonoridade folk do passado. Ela também lançou albuns dedicados ao público infantil, como Lullaby (2009) e The Merry Goes Round (2011), além dos álbuns natalinos Joy: A Holiday Collection (1999) e Let It Snow (2013).
Jewel é autora de diversos livros de poesia; sua primeira publicação foi A Night Without Armor (1998). Além disso, ela também é atriz, tendo seu papel mais elogiado em Ride with the Devil (1999).

## Discografia
Álbuns de estúdio
- 1994: Pieces of You
- 1998: Spirit
- 1999: Joy: A Holiday Collection
- 2001: This Way
- 2003: 0304
- 2006: Goodbye Alice in Wonderland
- 2008: Perfectly Clear
- 2009: Lullaby
- 2010: Sweet and Wild
- 2011: The Merry Goes Round
- 2013: Let It Snow
- 2015: Picking Up the Pieces

### DVDs
- Jewel: A Life Uncommon (1999)
- Jewel Live at Humphrey's (2004)
- Jewel: The Essential Live Songbook (2008)

## Turnês
- 1997: Tiny Lights Tour
- 1997: Papillion Tour
- 1999: Spirit World Tour
- 2002: This Way World Tour
- 2002: New Wild West Acoustic Tour
- 2003-04: 0304 Acoustic Tour
- 2005: Tour For No Reason

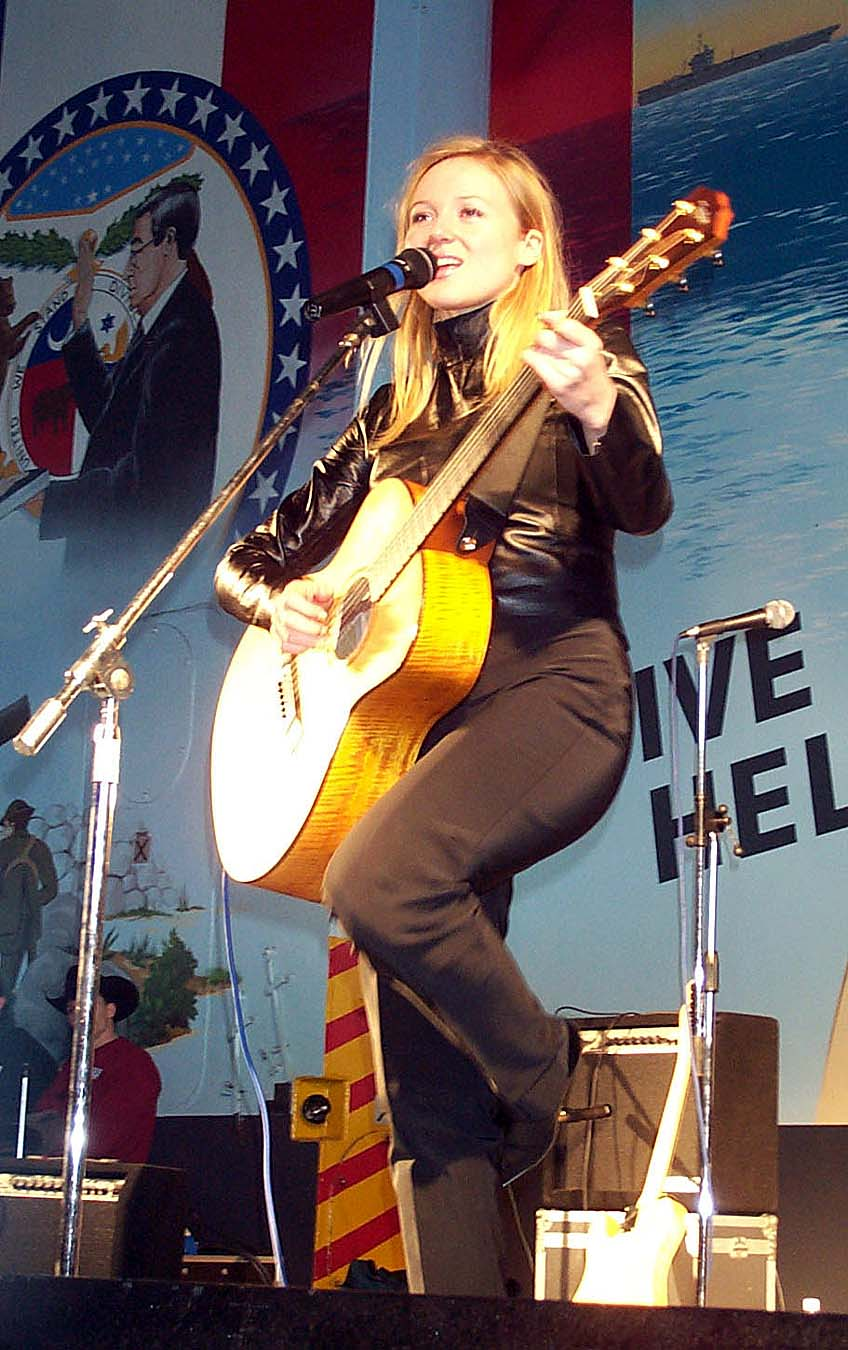
Jewel em 2000.

- 2008: Goodbye Alice In Wonderland Tour
- 2009: Perfectly Clear Acoustic Tour
- 2009: Lullaby Acoustic Tour
- 2010: Star Light Café Tour
- 2013: Greatest Hits Tour
- 2016: Picking Up the Pieces Tour
- 2017: Jewel's Handmade Holiday Tour

## Livros
- A Night Without Armor (1998)
- Chasing Down The Dawn (2000)
- Chasing Down The Dawn PV (2001)
- Angel Standing By (1998)
- Heart Song (1998)
- Pieces Of Dream (1999)
- Pieces of you - Pianon Lyrics & Guitar Tabs Edition
- Pieces of you - Lyric & Photo Book
- Spirit - Piano & Lyrics
- This Way - Guitar Tabs Edition
- Standig Still - Guitar Tabs Edition
- Jupiter - Guitar Tabs Edition
- Foolish Games - Guitar Tabs Edition
- 1000 Miles Away - Guitar Tabs Edition
- This Way Tour Book
- Never Broken (2015)

## Filmografia
- Ride with the Devil (1999)